# Hendrik Anthon van Rappard
Hendrik Anthon ridder van Rappard (Zutphen, 7 maart 1824 - Arnhem, 4 oktober 1877) was een Nederlands politicus.
Van Rappard was de zoon van oud-minister W.L.F.C. ridder van Rappard uit de tijd van koning Willem II. Hij studeerde rechtsgeleerdheid aan de Universiteit Utrecht en promoveerde daar in 1847. Vervolgens werkte hij als advocaat en bij het Openbaar Ministerie. Van 1866 tot 1868 was hij Conservatief Tweede Kamerlid voor het district Zutphen. In 1868 werd hij procureur-generaal bij het gerechtshof in Arnhem en van 1874 tot 1877 was hij opnieuw lid van de Tweede Kamer, nu voor het district Tiel. Van Rappard had als Tweede Kamerlid vooral belangstelling voor wetgeving op het gebied van de krankzinnigenzorg.

## Publicaties
De excusatione testimonium dicendi in judiciis eorum, qui propter munus, professionem vel legitimam necessitudinem arcanorum sunt depositarii, Proefschrift Utrecht, 1847
- Biografisch Portaal: 44427978
- International Standard Name Identifier: 0000 0004 2306 8235
- Nederlandse Thesaurus van Auteursnamen: 356351114
- Parlement.com: vg09ll5mdcy3
- Virtual International Authority File: 305809339
- WorldCat: E39PBJwHctvkJtk3w9tdp83YT3